# El Rellayo
El Rellayo (en asturiano: El Rellayu) es una casería española de la parroquia de San Juan de Piñera, perteneciente al municipio de Cudillero, en la comunidad autónoma de Asturias.

## Toponimia
El lugar puede encontrarse referido como El Rellayo y El Rellayu.

## Demografía
En 2023, la entidad singular de población de El Rellayo tenía empadronados 35 habitantes, todos ellos en el núcleo de población de ese nombre.